# Miss Polly Had a Dolly
"Miss Polly Had a Dolly" también conocida como " Miss Polly had a little dolly", "Miss Polly" o "Miss Molly had a Dolly" es una canción infantil, canción folklórica, canción infantil y canción de acción en idioma inglés de origen estadounidense ., publicado en 1865 .      Tiene un número de índice de canciones populares de Roud de 16289.

## Fondo
" Miss Polly Had a Dolly " es una popular canción infantil y infantil sobre una niña que llamó a Miss Polly y una pequeña Dolly que estaba enferma y llama al médico para que venga a ayudar.

## Fecha de publicación
Los orígenes de esta rima atemporal se remontan a principios del siglo XIX, aunque la fecha exacta de su publicación sigue siendo incierta.

## Controversia de autoría
La canción infantil Miss Polly Had a Dolly se considera parte del dominio público entre 1925  y 1950 en los Estados Unidos y otros países . Significa que la canción no está protegida por derechos de autor (puede usarse, compartirse y adaptarse libremente sin permiso ni atribución).

## Letra
La versión más común de la letra de la canción en inglés es:
Miss Polly had a dolly who was sick, sick, sick.
So she called for the doctor to come quick, quick, quick.
The doctor came with his bag and his hat,
And he knocked on the door with a rat-a-tat-tat.
He looked at the dolly and he shook his head.
And he said, "Miss Polly, put her straight to bed."
He wrote on the paper for a pill, pill, pill.
"I'll be back in the morning with the bill, bill, bill."
Miss Molly had a dolly who was sick, sick, sick.
So she called for the doctor to come quick, quick, quick.
The doctor came with his bag and his hat,
And he knocked on the door with a rat-a-tat-tat.
He looked at the dolly and he shook his head.
And he said, "Miss Molly, put her straight to bed."
He wrote on the paper for a pill, pill, pill.
"I'll be back in the morning with the bill, bill, bill."